# Okinawicius
Okinawicius Prószynski, 2016 è un genere di ragni appartenente alla famiglia Salticidae.

## Distribuzione
Le 8 specie sono state reperite in India, Arabia Saudita, Giappone, Yemen e Etiopia.

## Tassonomia
Per la descrizione delle caratteristiche di questo genere sono stati esaminati gli esemplari tipo di Pseudicius okinawaensis Prószyński, 1992.
Non sono stati esaminati esemplari di questo genere dal 2017.
Attualmente, a gennaio 2022, si compone di 8 specie:
- Okinawicius daitaricus (Prószynski, 1992) — India
- Okinawicius delesserti (Caporiacco, 1941) — Etiopia
- Okinawicius modestus (Simon, 1885) — India
- Okinawicius okinawaensis (Prószynski, 1992)[2] — Giappone (isola di Okinawa)
- Okinawicius sheherezadae (Prószynski, 1989) — Arabia Saudita, Yemen
- Okinawicius shirinae (Prószynski, 1989) — Arabia Saudita
- Okinawicius sindbadi (Prószynski, 1989) — Arabia Saudita
- Okinawicius tokarensis (Bohdanowicz & Prószyński, 1987) — Giappone

### Specie trasferite
- Okinawicius vankeeri Metzner, 1999; trasferita al genere Pseudicius[1].